# Хан, Иоганн Зигмунд
Иоганн Зигмунд Хан (нем. Johann Siegmund Hahn; 13 ноября 1696, Швейдниц (ныне Свидница, Нижнесилезского воеводства Польши) — 27 июля 1773, там же) — немецкий медик, придворный врач короля Пруссии Фридриха II Великого, один из основателей гидротерапии в Германии. Доктор философии и медицины.

## Биография
Старший сын и ученик известного врача Зигмунда Хана, автора книг о водолечении. Вместе с отцом считается пионером природной и научной гидротерапии в Германии. Был практикующим врачом силезского города Швейдница.
Автор книги «Сила и хорошие свойства холодной воды при её наружном и внутреннем употреблении» (полное название «Unterricht von Krafft und Würckung des frischen Wassers in die Leiber der Menschen, besonders der Krancken, bey dessen innerlichen und äusserlichen Gebrauch (…)» о значении холодной воды для здоровья людей, изданной в 1738 году, и при жизни автора вышедшей в четырёх изданиях. В книге даны подробные описания различных методов гидротерапии: общие ванны, ванны для ног, предплечий, ледяные компрессы и влажные обертывания при лечении различных заболеваний. Чем холоднее была вода, тем эффективней считалось лечение подагры, старых ран, острых и хронических болезней. Доктор Хан придавал большое значение коже, считая, что она не только покрывает человеческое тело, но и связана с внутренними органами. И. З. Хан считал, что вредные соки выходят через кожу, и от того, насколько активно происходит их испарение, зависит конституция органа — его здоровье или болезнь.
В ней он обобщил результаты своих практических исследований и опыт прикладной гидротерапии с данными предыдущих отечественных и зарубежных медиков, особенно, английских коллег.
Считая воду, наиболее важным средством в терапии, обратился к «аптеке природы». Вместе с отцом они применяли её для своих пациентов внутренне и внешне в виде ванн, пакетов, конвертов и клизм. Их тезис был:

«Лечение водой открывает природу самостоятельно и является верным путём к исцелению. Врач может инициировать только это исцеление.»
Таким образом, они действовали в полном соответствии с традиционным тезисом Гиппократа: «Врач лечит — природа исцеляет.»